# Vélez-Rubio
Vélez-Rubio est une ville d’Espagne, dans la province d'Almería, communauté autonome d’Andalousie.

## Géographie

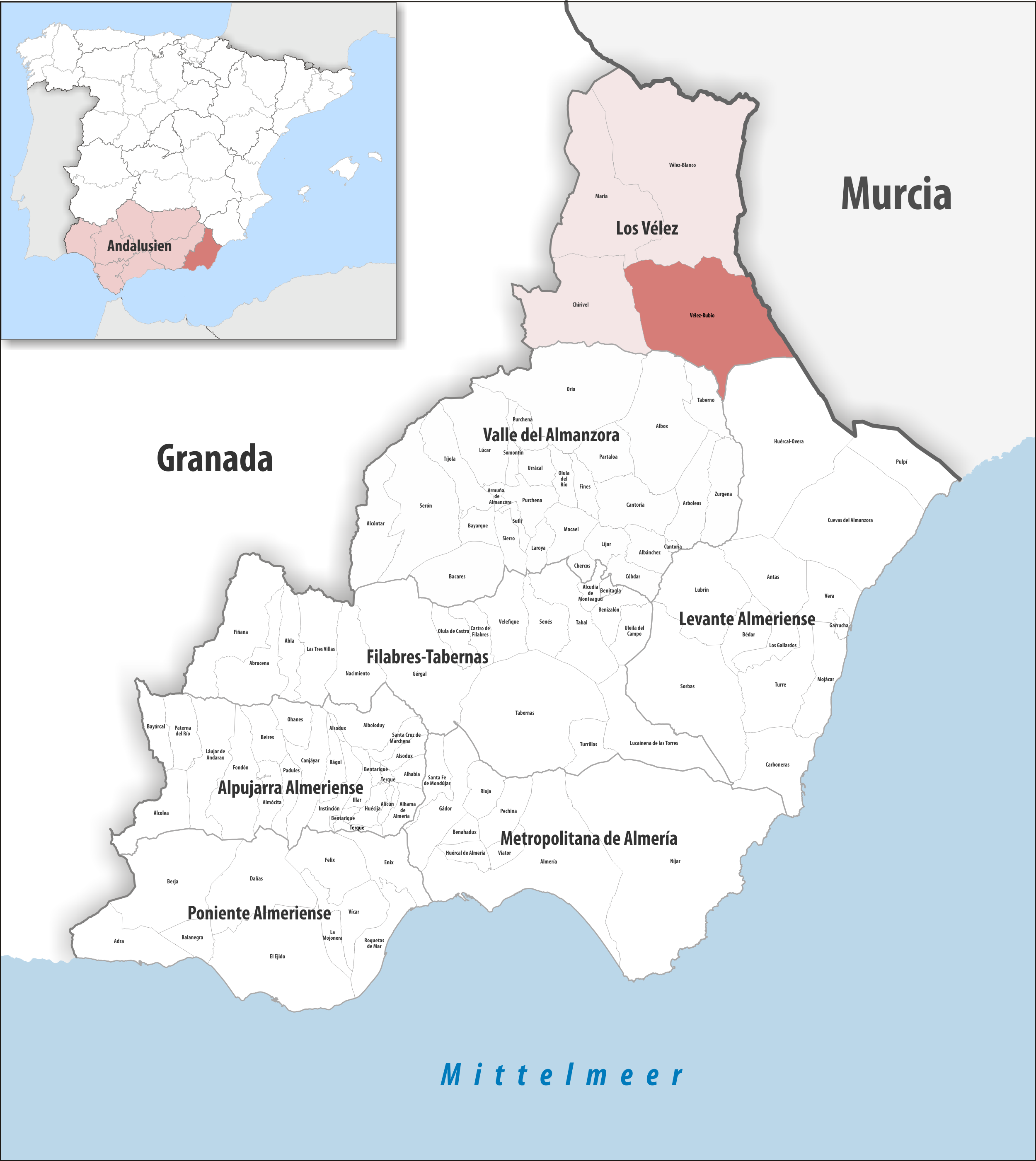
Vélez-Rubio dans la comarque Los Vélez, province d'Almería / en Andalousie

### Localisation
La commune de Vélez-Rubio se trouve dans le sud-est de l'Espagne, dans le nord de la province d'Almería et à l'extrémité sud-est de la comarque Los Vélez dont elle est le chef-lieu.
Almería est à 159 km sud-sud-ouest ;
Madrid à 508 km nord-nord-ouest ;
Gibraltar à 418 km sud-ouest (distances par route).

### Généralités
La commune de Vélez-Rubio s'étend sur 282 km2 et est situé à une altitude moyenne de 847 m.[réf. nécessaire]
La pointe nord-ouest de la commune se trouve dans le parc naturel Sierra María-Los Vélez (es).

## Histoire
Les premières traces de l'homme vivant dans la région ont plus de 30 000 ans, mais l'agglomération actuelle de la ville date du XVe siècle.
Les maures et les chrétiens ont vécu principalement dans l'actuel quartier du « Fatín », puis autour de l'Église Notre-Dame de l'Incarnation et de la mairie. Le plus fort développement de la population date des XVIIIe et XIXe siècles, quand sont construites les rues les plus larges et les plus droites, et les plus luxueuses bâtisses.[réf. nécessaire]
La nécropole hispano-musulmane de Xarea, fouillée dans les années 1990, démontre une longue occupation pendant plus de quatre siècles, pour une population peu nombreuse et dispersée – exception faite de la forteresse d’El Castellón.

## Économie
Vin de pays Norte de Almería
La commune fait partie de la zone couverte par l'appellation « vin de pays » (es) (Vino de la Tierra) Norte de Almería (es),
une indication géographique réglementée en 2003. Les quatre communes de la comarque Los Vélez (province d'Almeria) en font partie :
Chirivel, 
María, 
Vélez-Blanco,
Vélez-Rubio.

## Culture

### Monuments
- Église de Notre-Dame de l'Incarnation.
- Couvent de l'Immaculée Conception.
- Musée ethnologique.

### Confréries
- Venerable Hermandad de Ntro Padre Jesús Nazareno (Vénérable Fraternité de Notre Père Jésus Nazaréen) connue comme "les esclaves". C'est la plus vieille (fondée au XVIe siècle)
- Cofradía de la Santa Vera Cruz y Sangre de Cristo (Confrérie de la Sainte Vraie Croix et Sang de Christ) connue comme "Christ du cercueil" fondée au XVIIe siècle.
- Tradicional Hermandad de Nuestra Señora de los Dolores (Traditionnelle Fraternité de Notre Dame des Douleurs) Connue comme "les cafés" (fondée au XIXe siècle)
- Cofradía del Santísimo Cristo del Perdón y de los Afligidos (Confrérie du très Saint Christ du Pardon et des Affligés) connue comme "les porcelains" (fondée en 1950)